# Teresa Parodi

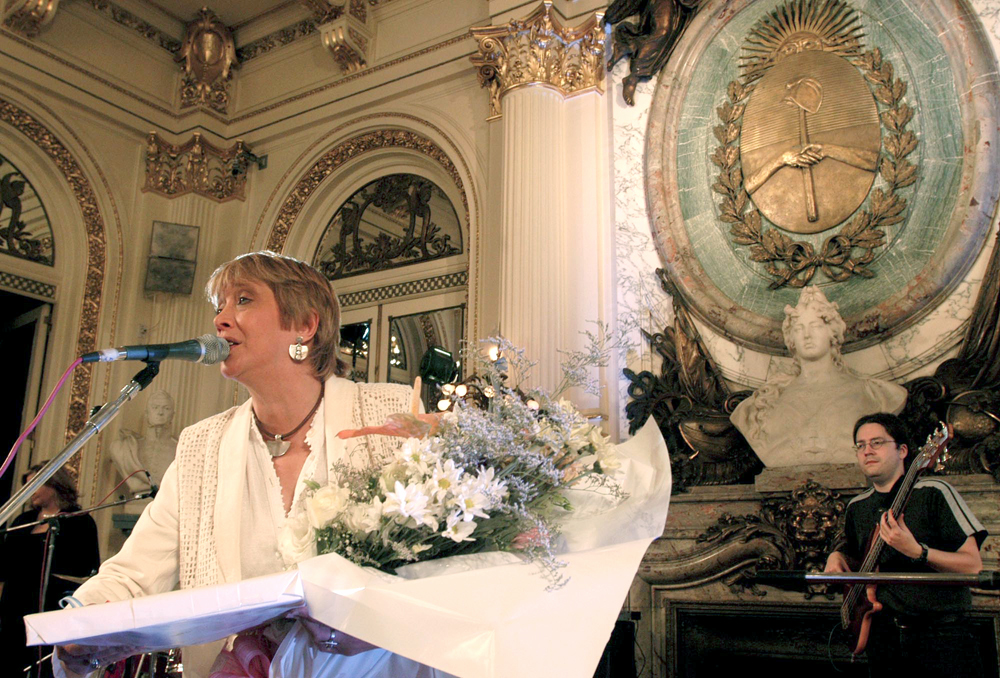
Teresa Parodi biểu diễn tại Casa Rosada năm 2004.

Teresa Adelina Sellarés, được biết đến nhiều với cái tên Teresa Parodi, (sinh ngày 30 tháng 12 năm 1947) là một ca sĩ và nhạc sĩ người Argentina. Bà giữ chức vụ nhậm chức của Bộ trưởng Bộ Văn hóa Argentina từ ngày 6 tháng 5 năm 2014 đến ngày 9 tháng 12 năm 2015. Bà là một phó của Nghị viện Mercosur (Parlasur) đại diện cho quận của Argentina trên toàn quốc từ ngày 10 tháng 12 năm 2015 đến ngày 6 tháng 10 năm 2016. Bà đã được bầu với tư cách đại diện cho Mặt trận Chiến thắng trong cuộc bầu cử năm 2015.

## Cuộc đời và sự nghiệp
Sinh ra với tên Teresa Adelina Sellarés ở Corrientes, bà được giới thiệu về âm nhạc khi học hát và học guitar từ năm 9 tuổi. Bà của bà đã tổ chức các lễ hội âm nhạc thường xuyên trong trang trại của mình dọc theo sông Paraná, và ở đó bà đã học Chamamé (một thể loại nhạc dân gian Argentina) cũng như Zambas, Chacareras, Huaynos, Cuecas và các thể loại nhạc dân gian Nam Mỹ phổ biến khác. Sau đó, bà đã biểu diễn trong nhiều lễ hội địa phương khi còn trẻ. Bà kết hôn với Guillermo Parodi, một nhà phân tích hệ thống, vào năm 1967 và họ có hai con. Cả hai hoạt động chính trị trong Thanh niên Peronist nghiêng cánh tả, chồng cô đã bị giam giữ trong thời gian ngắn trong giai đoạn chế độ độc tài nắm quyền vào năm 1976; kết quả là anh ta bị mất việc ở Corrientes, và vào năm 1979, hai vợ chồng đã chuyển đến Buenos Aires.
Teresa Parodi bắt đầu sự nghiệp solo của mình tại thời điểm này, biểu diễn tại các địa điểm nhỏ ở Buenos Aires, và năm 1979 được đưa vào làm ca sĩ khách mời cho nhóm nhạc Nuevo Tango của Astor Piazzolla. Album đầu tay năm 1980, Teresa Parodi desde Corrientes, được tiếp nối vào năm 1983 bởi Canto a los hombres del pan duro ('A Song for Poor Men'), thêm nhạc vào tác phẩm của các nhà thơ nổi tiếng như Jorge Luis Borges và Jorge Calvetti. Parodi đã được trao Giải thưởng Thánh hiến tại Liên hoan Dân gian Quốc gia Cosquín năm 1984, và sau đó biểu diễn với tư cách là nghệ sĩ độc tấu trong một số sự kiện đáng chú ý, bao gồm một buổi hòa nhạc năm 1986 với nhạc sĩ Cuba Pablo Milanés tại Sân vận động Luna Park và trong chuyến lưu diễn năm 1988 của Hoa Kỳ và Châu Âu. Parodi được bầu chọn là Nhà soạn nhạc xuất sắc nhất thập kỷ vào năm 1995, nhận được giải thưởng Konex bạch kim và năm 1999 nhận được giải thưởng Thành tựu trọn đời của Gold Camín tại Lễ hội dân gian quốc gia Cosquín. Bà được đặt tên là Công dân Cần mẫn của Buenos Aires năm 2006.